# راس مک‌کروری
راس مک‌کروری (انگلیسی: Ross McCrorie؛ زادهٔ ۱۸ مارس ۱۹۹۸) بازیکن فوتبال اهل بریتانیا است.
از باشگاه‌هایی که در آن بازی کرده‌است می‌توان به باشگاه فوتبال رنجرز و باشگاه فوتبال پورتسموث اشاره کرد.
وی همچنین در تیم‌های ملی فوتبال زیر ۱۹ سال اسکاتلند و زیر ۲۱ سال اسکاتلند بازی کرده‌است.